# The Crown (groupe)
Pour les articles homonymes, voir The Crown.
The Crown est un groupe suédois de death metal mélodique, originaire de Trollhättan. Au début de leur carrière, leur nom était Crown of Thorns, mais ils durent l'abandonner car il appartenait déjà à un autre groupe. Leur musique et leurs textes sont inspirés par la mort, la lutte contre la religion (particulièrement la chrétienté) et la rébellion. Ils sont réputés pour avoir mélangé leurs influences death et thrash. Ils ont cessé leur activité en 2004 et annoncé leur retour le 1er décembre 2009.

## Histoire
L'activité de The Crown cesse en 2004. Leur chanteur Johan Lindstrand forme alors un groupe nommé One Man Army and the Undead Quartet. Le guitariste Marco Tervonen et le batteur Janne Saarenpää forment Angel Blake, dont le nom vient d'une chanson de Danzig. Sunesson sera dans un groupe appelé Engel. Olsfelt est aussi dans un groupe appelé Stolen Policecar. Le groupe se reforme en décembre 2009 avec Jonas Stålhammar de God Macabre au chant.
Le 30 juin 2010, The Crown est annoncé en partenariat avec le label Century Media Records, chez lequel il publie l'album Doomsday King, en septembre 2010. Le 14 septembre 2014, The Crown célèbre sa 25e année d'existence avec la sortie de l'album Death Is Not Dead le 12 janvier 2015. Le premier single, Headhunter, est publié le 27 octobre 2014 en même temps qu'une  vidéo.

## Membres

### Membres actuels
- Marko Tervonen – guitare (1990–2004, depuis 2009)
- Magnus Olsfelt – basse (1990–2004, depuis 2009)
- Johan Lindstrand – chant (1990–2001, 2002–2004, depuis 2011)
- Robin Sörqvist – guitare (depuis 2013)
- Henrik Axelsson – batterie (depuis 2014)

### Anciens membres
- Robert Österberg - guitare (1990-1993)
- Tomas Lindberg - chant (2001-2002) (ex-At the Gates)
- Janne Saarenpää - batterie (1990–2004, 2009–2014)
- Marcus Sunesson – guitare (1993–2004, 2009-2013)

## Discographie

### Albums studio
- 1995 : The Burning (sous le nom de Crown of Thorns)
- 1997 : Eternal Death (sous le nom de Crown of Thorns)
- 1999 : Hell Is Here
- 2000 : Deathrace King
- 2002 : Crowned in Terror
- 2003 : Possessed 13 (existe en édition limitée avec un CD supplémentaire)
- 2004 : Crowned Unholy (réenregistrement de Crowned in Terror, seul album avec Tomas Lindberg, avec cette fois Johan Lindstrand)
- 2010 : Doomsday King
- 2015 : Death Is Not Dead
- 2018 : Cobra Speed Venom[7]

### Démos
- 1993 : Forever Heaven Gone
- 1994 : Forget the Light

### DVD
- 2006 : 14 Years of No Tomorrow (trois DVD contenant un documentaire et des concerts)